# Burgstall Myslejovice
Der Burgstall Myslejovice ist eine abgegangene Höhenburganlage in Tschechien. Sie liegt 500 Meter westlich von Myslejovice auf dem unzugänglichen Ausbildungsgelände des Truppenübungsplatzes Březina im Okres Vyškov.

## Geographie
Der Burgstall befindet sich im Osten des Drahaner Berglandes auf dem bewaldeten Bergsporn Zámčisko (394 m. n.m.), der im Osten vom Bach Brodečka sowie im Westen und Norden von dessen Zufluss Pytlácký potok umflossen wird. Nördlich erheben sich der Spálený kopec (420 m. n.m.) und die Nivky (458 m. n.m.), im Nordosten die Křenůvská hora (402 m. n.m.), östlich der Kozák (423 m. n.m.), im Südosten die Křéba (393 m. n.m.), südwestlich der Mravenečný (410 m. n.m.) und die Stříbrná (552 m. n.m.) sowie westlich die Dlouhá seč (484 m. n.m.). Gegen Süden wird die Brodečka im Stauweiher Hrubá louka angestaut.
Umliegende Ortschaften sind Prostějovičky und Křenůvky im Norden, Myslejovice im Osten, Kobylničky im Südosten und Podivice im Süden.

## Geschichte
Auf den benachbarten Hügeln Spálený kopec, Křéba und Kozák bestanden bereits während Jungsteinzeit, Bronzezeit bzw. Latènezeit befestigte Siedlungen. Auch auf dem Zámčisko wurden nicht datierbare Fundstücke aus prähistorischer Zeit ausgegraben.
Über den Zeitraum der Errichtung der Burg und ihren Erbauer ist nichts bekannt. Südlich führte mit der Hanácká cesta ein alter Handelsweg durch das Waldgebiet. Die älteste Nachricht, die mit der Burg Myslejovice in Verbindung stehen könnte, findet sich bei einem Kauf von 1088, bei dem der Vladike Myslej als Zeuge zeichnete. Es ist anzunehmen, dass der 1348 erwähnte Přibik von Myslegowicz seinen Sitz auf der Burg hatte. Als nachfolgende Besitzer von Myslejovice sind ab 1360 die Brüder Eustach, Niklas und Wiknan von Myslegowicz überliefert. Die einzige urkundliche Erwähnung der Burg stammt aus dem Jahr 1374, als die drei Brüder die Burg zusammen mit dem gleichnamigen Dorf an Ješek Kropáč von Holstein verkauften. 
Damit verlor die Burg ihre Funktion als Herrensitz und erlosch wahrscheinlich zum Ende des 14. Jahrhunderts. In den weiteren Käufen über Myslejovice wird sie nie wieder erwähnt.
Eine erstmalige Beschreibung des Burgstalls erfolgte 1897 durch František Faktor. In den 1980er Jahren führte die Archäologin Alena Prudká eine Grabung durch, die Zeugnisse einer Besiedlung im 14. Jahrhundert sowie wenige Fundstücke aus prähistorischer Zeit erbrachte.

## Anlage
Die kleine einteilige Burg wurde auf der sich ca. 50 m über dem Niveau der Talsohle erhebenden Kuppe Zámčisko errichtet. Gegen Westen, Norden und Osten war sie von steilen Hängen umgeben. Nach Südwesten hin steht der Sporn – leicht abfallend – mit einer Hochfläche in Verbindung. Die Anlage hatte einen ovalen Grundriss mit einer Achsenlänge von 52 m und 46 m. Umgeben war sie von einem teilweise in den Fels gehauenen, fünf bis achteinhalb Meter breiten und anderthalb bis drei Meter tiefen Graben, der im südlichen Abschnitt wahrscheinlich nicht fertiggestellt wurde. Durch einen früheren kleinen Steinbruch an der Südspitze des Sporns wurden sowohl der Burggraben als auch die Kuppe beschädigt. Im Burginneren befindet sich eine stark überwachsene viereinhalb Meter hohe Erhebung, wahrscheinlich handelt es sich um den Schutthaufen des Turmes oder eines Gebäudes. Das gesamte Burgareal ist mit Steinschutt bedeckt.